# アラースベルクエクスプレス

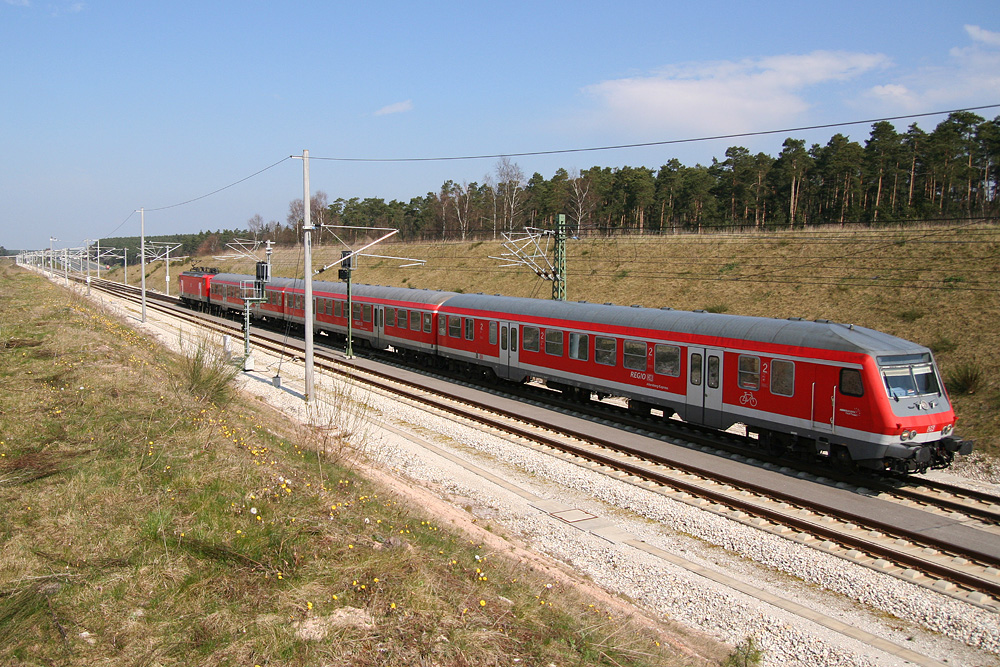
Allersberg-Express

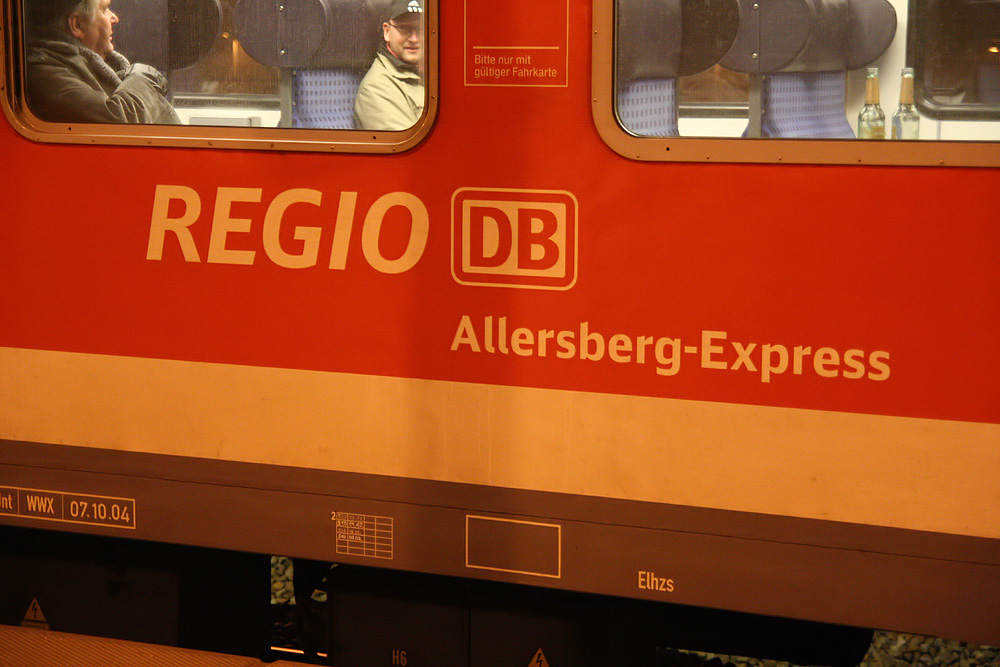
客車側面のロゴ

アラースベルクエクスプレス(Allersberg-Express)はニュルンベルク中央駅とアラースベルク駅を結ぶレギオナルバーン(RegionalBahn普通列車相当)のブランド名であった。運行はドイツ鉄道が行った。2006年12月10日に運行が開始された、ドイツでは数少ない高速新線上を運行される地域列車であった。運賃体系はニュルンベルク運輸連合(Verkehrsverbund Großraum Nürnberg,VGN)に組み入れられており、VGNのダイヤグラムではR9エクスプレスと呼ばれていた。2020年12月13日にニュルンベルクS5系統がこの路線を継承することとなった。

## 運行体系
列車は途中停車駅のないニュルンベルク中央駅とアラースベルク駅間のシャトルサービスで、ニュルンベルク-インゴルシュタット-ミュンヘン高速線を経由していた。2007年のダイヤでは列車が最高速度140km/hで25kmの区間を15分間で運行した。アラースベルク駅では7路線の路線バスと接続し、パークアンドライド方式で286箇所の駐車スペースと112箇所の駐輪スペースが確保された。
平日はアラースベルク駅発が5時04分から深夜0時04分までの1時間毎の運行であるが、11時04分、12時04分、14時04分、23時04分のそれぞれの時間は除かれた。ニュルンベルク中央駅発は4時40分から23時40分まで同じように1時間毎の運行となっているが、10時40分、11時40分、13時40分、22時40分の時間は除かれた。ミュンヘン・ニュルンベルク・エクスプレスと合わせれば朝の5時台から8時台は毎時2本が、他の時間帯でも概ね毎時1本から2本はアラースベルク駅までは確保されている。週末は極端に本数が少なくなり、ニュルンベルク発は10時40分、11時40分、16時40分、18時40分の計5本に限定されていた。

## 使用車両
通常列車は112形電気機関車と制御客車を含む3両の設備更新された客車が使用されていた。運行開始当初は制御客車にLZBの搭載工事が済んでいなかったため、112形機関車を前後に挟む形で運行されていた。客車内には旅客案内表示装置や押ボタン式の自動扉なども備えられていた。定員は2等車240名で34台分の自転車用ラックも備えられていた。LZBのシステム上、アラースベルク駅でICEとの閉塞関係で出発制限があった。